# اسکو نیکاری
اِسکو نیکّاری (فنلاندی: Esko Nikkari؛ ‏ ۲۳ نوامبر ۱۹۳۸ – ۱۷ دسامبر ۲۰۰۶) بازیگر پُرکار اهل فنلاند بود.
از فیلم‌هایی که وی در آن نقش داشته‌است، می‌توان به آریل، مرد بدون گذشته، دختر کارخانه کبریت‌سازی، یوها، جنایت و مکافات، تابستانی کنار رودخانه، جنگ زمستان و سایه‌ها در بهشت اشاره کرد.
وی همچنین برندهٔ جوایزی همچون جایزه یوسی شده‌است.